# Гора Чурляниса
Гора Чурляниса — базальтовая гора в Архангельской области России, расположена на острове Гукера (Земля Франца-Иосифа) на берегу бухты Тихой пролива Меллениуса. Она покрыта ледником, называемым куполом Чурляниса.
Названа участником экспедиции Г. Я. Седова 1913 года художником Н. В. Пинегиным. Залив и побережье напомнили ему картину «Покой» литовского художника Н. К. Чурляниса.

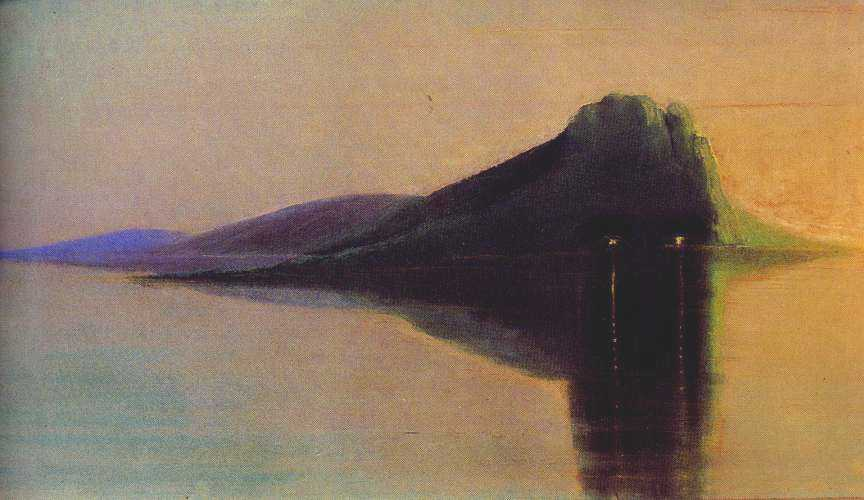
М. К. Чюрлёнис. Покой

На горе в 1957 году выявлены среднеюрские отложения.

## Топографические карты
- Лист карты U-39-XXXIV,XXXV,XXXVI о. Гукера. Масштаб: 1 : 200 000. Издание 1965 г.